# باغ اسرارآمیز (آلبوم ای‌پینک)
آلبوم سکرت گاردن یا باغ اسرارآمیز (به انگلیسی: Secret Garden)، سومین آلبوم گروه کره‌ای ای پینک است که در ۵ ژوئیه ۲۰۱۳ منتشر شد. این آلبوم در سبک کی پاپ و این اولین کار مشترک ای پینک بدون حضور هونگ یوک یانگ و با شش عضو بود، یوک یانگ در آن سال برای تمرکز در درس‌هایش از گروه جدا شد. ای پینک یک روز قبل از انتشار رسمی آلبوم برای اولین بار یک کامبک استیج در M! Countdown داشتند.
فضای کلی آلبوم سکرت گاردن فضای تسکین دادن و آرامش‎ بخشی به شنونده‌ها است. ای پینک در این آلبوم با شین سادونگ تایگر هم همکاری کردند.

## لیست آهنگ‌ها
| شماره      | نام                                              | سراینده                | آهنگساز                                 | مدت   |
| ---------- | ------------------------------------------------ | ---------------------- | --------------------------------------- | ----- |
| ۱.         | «U You»                                          | گلدن دو هیون           | گلدن دو هیون، پلایینگ چیلد، اوه هیون هو | ۳:۲۵  |
| ۲.         | «No No No»                                       | شین سادونگ تایگر، کوپا | شین سادونگ تایگر، کوپا                  | ۳:۴۰  |
| ۳.         | «Lovely Day»                                     | گلدن دو هیون           | گلدن دو هیون، پلایینگ چیلد، اوه هیون هو | ۳:۰۰  |
| ۴.         | «I Need You» (난 니가 필요해; Nan Niga Pilyohae) | D'Day, KZ              | KZ, Mr. Gomdol                          | ۳:۴۹  |
| ۵.         | «Secret Garden»                                  | لی چان می              | زیگ زاگ نوت                             | ۴:۰۳  |
| ۶.         | «NoNoNo (Instrumental)»                          | -                      | شین سادونگ تایگر، کوپا                  | ۳:۴۰  |
| مجموع مدت: | مجموع مدت:                                       | مجموع مدت:             | مجموع مدت:                              | ۲۱:۴۰ |